# Sei Shōnagon
Sei Shōnagon (Nhật: 清少納言 (Thanh Thiếu Nạp ngôn) nữ quan triều đình cấp thấp tên Sei), (k. 966–1017/1025) là một tác giả, nhà thơ người Nhật, và là nữ quan trong phủ của Hoàng hậu Teishi (Sadako) vào khoảng năm 1000, giữa thời kỳ Heian. Bà là tác giả của cuốn Truyện gối đầu (枕草子 Makura no Sōshi).

## Tên gọi
Tên thật của Sei Shōnagon cho đến nay vẫn là ẩn số. Theo phong tục trong giới quý tộc thời đó, người ta hay gọi một nữ quan bằng một biệt danh lấy từ người chồng hoặc người cha đảm nhiệm một chức quan trong triều đình. Tên gọi Sei (清) có nguồn gốc từ tên họ "Kiyohara" của người cha (cách đọc tiếng Nhật Bản địa của chữ kanji đầu tiên là kiyo, trong khi cách đọc Hán Nhật là sei), trong khi Shōnagon (少納言 "nữ quan triều đình cấp thấp") đề cập đến chức quan trong chính quyền. Người ta không rõ về mối quan hệ của bà với chức vụ này, mặc dù cả người cha cũng như hai người chồng của bà đều giữ chức vụ tương tự. Bun'ei Tsunoda gợi ý rằng chức vụ này có thể thuộc về một người chồng thứ ba, có lẽ là Fujiwara no Nobuyoshi.
Tên thật của cô là một chủ đề tranh luận giữa các học giả, trong đó tên gọi Kiyohara no Nagiko (清原 諾子) là một phương án khả thi.

## Niên thiếu
Người ta biết được rất ít thông tin về Sei Shōnagon, tất cả những gì ta biết đều dựa trên những văn bản mà bà viết. Bà là con gái của Kiyohara no Motosuke, một học giả và nhà thơ waka nổi tiếng, là một viên quan cấp tỉnh. Ông nội của bà, Kiyohara no Fukayabu cũng là một nhà thơ waka. Gia đình của bà là những quý tộc bậc trung và gặp nhiều khó khăn về tài chính, có thể vì họ không được ban cho một chức quan có bổng lộc cao.
Bà kết hôn cùng Tachibana no Norimitsu, một viên quan trong triều đình ở tuổi 16, và sinh một con trai, tên là Norinaga.  Năm 993, ở tuổi 27, khi bà bắt đầu phục vụ trong phủ của Hoàng hậu Teishi, vợ của Thiên hoàng Ichijō, bà có thể đã li hôn. Khi kết thúc thời gian phụng sự trong triều đình, bà có thể đã kết hôn với Fujiwara no Muneyo, thống đốc tỉnh Settsu, và có một con gái tên là Koma no Myobu, mặc dù một vài bằng chứng gợi ý rằng bà đã xuất gia làm ni cô.
Sato Hiroaki đặt nghi vấn liệu nữ quan Sei và Norimitsu có thực sự kết hôn không, hay chỉ là những người bạn thân, "các nam và nữ quan trong triều đình trêu chọc họ bằng cách gọi ông này là người anh lớn và bà là người em gái bé nhỏ."

## Đối địch
Shōnagon cũng được biết tới với việc cạnh tranh cùng một nữ quan, đồng thời là nhà văn đương thời Murasaki Shikibu, tác giả của Truyện kể Genji, người phụng sự cho Hoàng hậu Shoshi, vợ thứ hai của Thiên hoàng Ichijō. Murasaki Shikibu đã viết về Shōnagon - có vài nét cay độc, tuy thừa nhận năng khiếu văn chương của Shōnagon - trong cuốn nhật kí của bà, Nhật kí Murasaki Shikibu.

## Văn chương

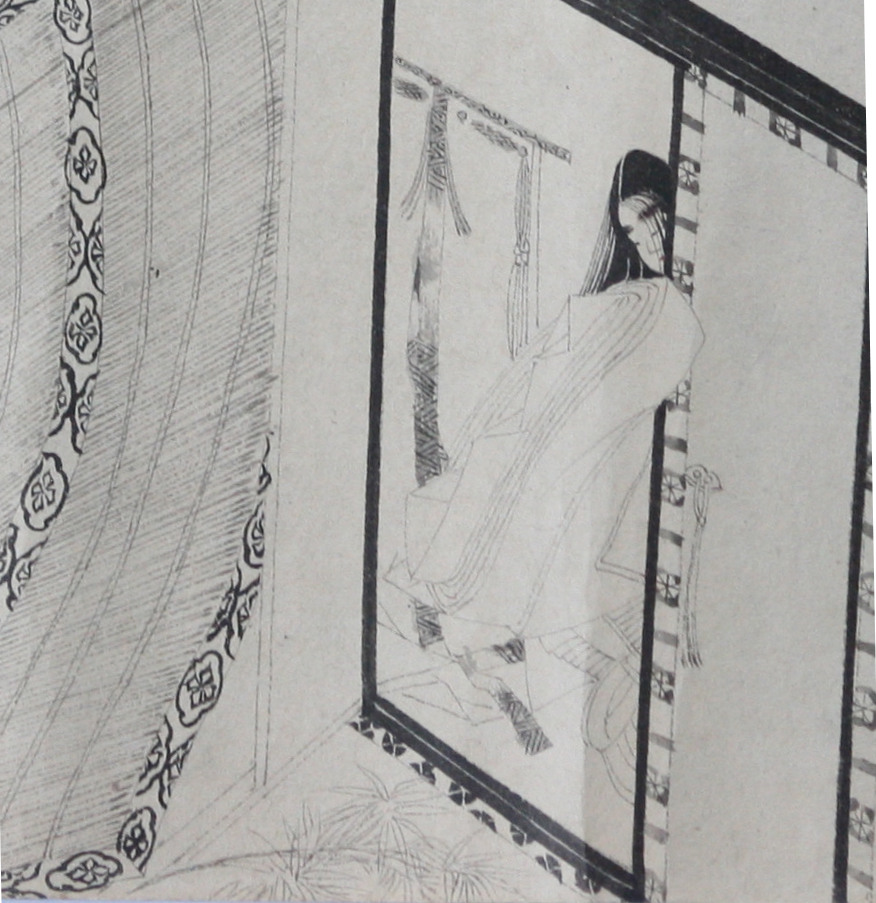
Sei Shōnagon trong một bức vẽ cuối thế kỷ 13

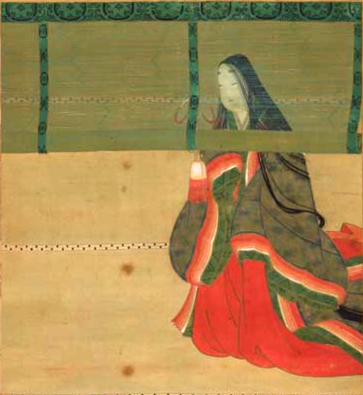
Sei Shōnagon trong một bức vẽ cuối thế kỷ 17

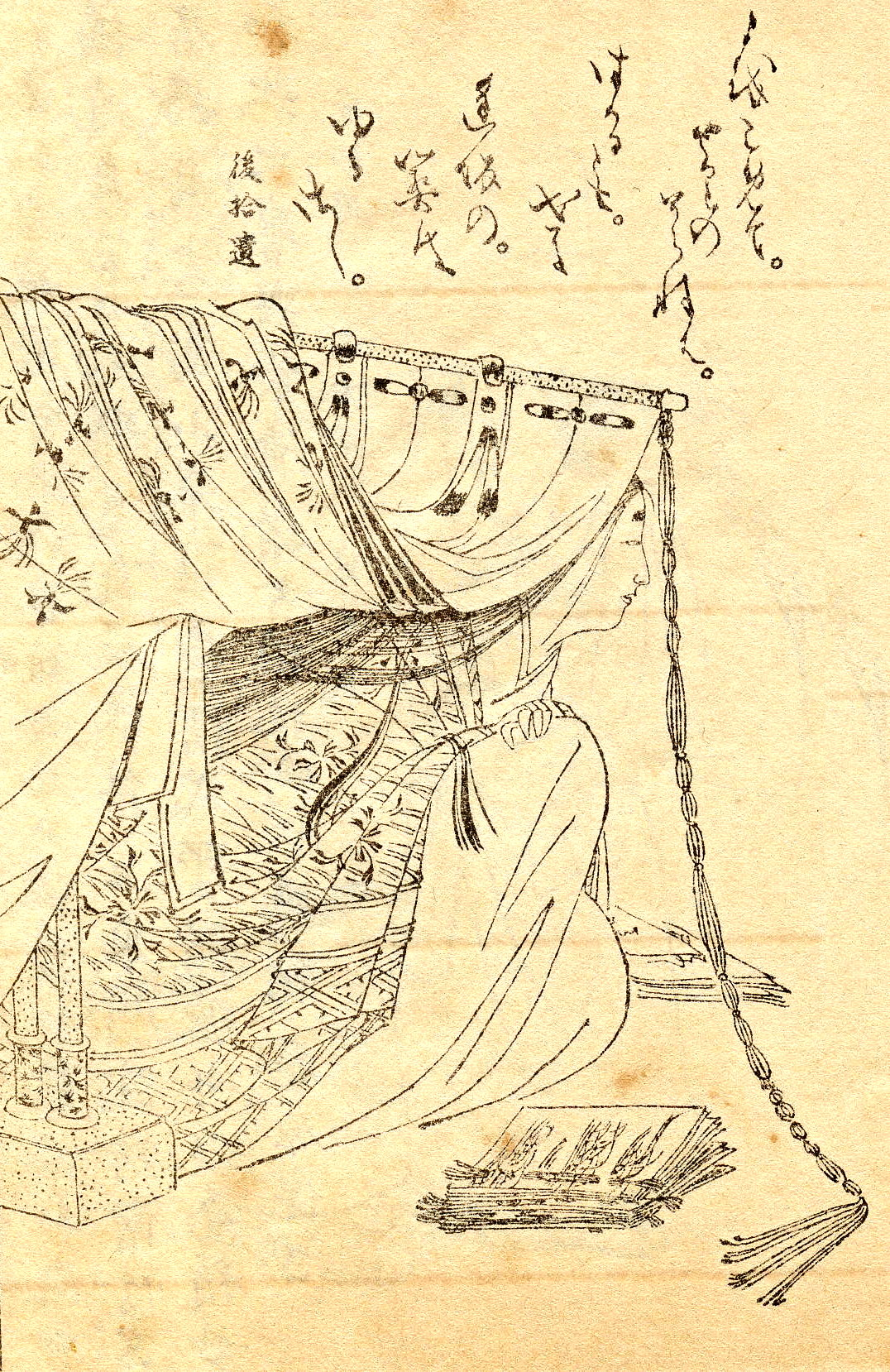
Sei Shōnagon, vẽ bởi Kikuchi Yosai (1788–1878)

Shōnagon trở nên nổi tiếng bởi tác phẩm Truyện gối đầu, một tuyển tập các danh sách, tản văn, thơ, bài tường thuật và than phiền được viết trong những năm tháng phụng sự triều đình, một thể loại tạp văn được gọi là zuihitsu (tùy bút). Truyện gối đầu được lưu hành trong triều đình, và tồn tại trong vài trăm năm trên các bản viết tay. Trong lần đầu tiên được in trong thế kỷ 17, có tồn tại các phiên bản khác nhau: thứ tự các bài viết có thể đã được thay đổi bởi những người ghi chép với các bình luận và đoạn văn được thêm vào, chỉnh sửa hoặc lược bỏ. Có bốn dị bản của văn bản này được các học giả hiện đại biết đến, trong đó có hai phiên bản được coi là đầy đủ và chính xác nhất là các văn bản Sankanbon và Nōinbon. Những người biên tập sau này đã đưa vào phần đánh số và bộ phận của phần; văn bản Sankanbon được chia thành 297 phần, với 29 phần bổ sung "phụ bản" có thể đại diện cho các bổ sung sau này của tác giả hoặc người sao chép.
Trong Truyện gối đầu, Shōnagon viết về Hoàng hậu Teishi, và nỗi thất vọng sau khi cha của bà qua đời, khi Fujiwara no Michinaga gả con gái Shōshi cho Ichijō, và sau đó trở thành vương phi, khiến Teishi chỉ là một trong hai hoàng hậu. Vì nguy cơ hỏa hoạn, Hoàng gia không sống trong Cung điện Heian. Hoàng hậu Teishi sinh hoạt trong một phần của Chūgushiki, nơi phụng sự cho các hoàng hậu, và đã chuyển đến nơi cư trú khác khi các hoàn cảnh thay đổi. Shōnagon viết với sự thoải mái rõ ràng, không gò ép về các sự kiện tại triều đình, nhấn mạnh hoặc bỏ qua những thực tế khắc nghiệt như cái chết của Teishi khi sinh con vào năm 1000. Theo kiểu cách phổ biến, viết văn một cách nồng nhiệt hơn sẽ bị coi là không có phong cách. Tác phẩm của cô được coi là dí dỏm, mô tả triều đình trang nhã của Teishi từ một góc nhìn chi tiết, phiếm luận.
Shōnagon được các cận thần đương thời cho rằng có trí nhớ tuyệt vời. Văn chương của bà bao gồm nhiều hồi tưởng về các sự kiện trước đó tại triều đình, thường bao gồm các chi tiết chính xác như quần áo người mặc, mặc dù được viết ở thời điểm vài năm sau khi các sự kiện diễn ra. Bà cũng được biết đến là đặc biệt giỏi trong việc nhớ lại và trích dẫn một bài thơ cổ điển cho phù hợp với tình huống, ngay cả theo các tiêu chuẩn của một triều đình, trong đó kiến thức về kinh điển thơ ca được coi là một kỹ năng cần thiết.
Các mục trong Truyện gối đầu về hùng biện bao gồm lời khuyên và các ý kiến về những cuộc trò chuyện, lời thuyết giảng, và viết thư tay. Shōnagon ủng hộ ngôn ngữ thuần túy và sử dụng nghiêm ngặt các quy cách trong các phần tư vấn về cuộc trò chuyện, nhưng cũng viết những đoạn văn điểm xuyết ngắn thể hiện sự ứng đối hóm hỉnh và nhượng bộ hòa đồng lẫn nhau giữa các nữ quan của hoàng hậu và giữa các quý bà và quý ông. Shōnagon cũng tiếp xúc với chủ đề thuyết giảng; các tu sĩ thuyết giảng nên có vẻ ngoài ưa nhìn và được dạy dỗ tốt về cách hùng biện, với những kí ức tuyệt vời, và khán giả của họ nên là những cá nhân chăm chú và lịch sự, không đến để tán tỉnh hay khoe khoang. Sau đó, bà cung cấp thông tin chi tiết về việc viết thư, cung cấp các quy định cho giấy, thư pháp, quà tặng và vật đáng giá mang theo, và đánh giá cao giá trị của các lá thư là quà tặng của tình yêu. Đặc biệt, Shōnagon đặc biệt chú ý đến "thư tay sau buổi sáng". Trong xã hội phong kiến Nhật Bản, quan hệ tình dục khác giới giữa các cận thần là bất hợp pháp nhưng xảy ra rất thường xuyên. Một yêu cầu xã hội là người đàn ông gửi một bài thơ trên giấy đẹp với một bông hoa hoặc nhành cây trang trí cho người phụ nữ, và cô ấy trả lời. Shōnagon đi sâu về vấn đề này trong phần tiểu mục mang tên, "Những điều làm cho một người bối rồi."
Một trong những bài waka của bà được đưa vào trong tuyển tập nổi tiếng Ogura Hyakunin Isshu ở vị trí số 62.

## Những năm cuối đời
Không có chi tiết gì về cuộc đời của Shōnagon sau năm 1017, và rất ít ghi chép về bà sau cái chết của Hoàng hậu Teishi / Hoàng hậu Sadako năm 1000. Theo một tường thuật truyền thống, bà sống trong những năm cuối đời nghèo khổ như một ni cô. Một tường thuật truyền thống khác ghi rằng bà đã kết hôn với Fujiwara no Muneyo, thống đốc tỉnh Settsu, sau khi kết thúc thời gian phụng sự triều đình, và có con gái, Koma no Myobu. Truyện gối đầu được cho là đã hoàn thành vào khoảng giữa năm 1001 và 1010, khi Shōnagon đã nghỉ hưu.